# Milda Voß

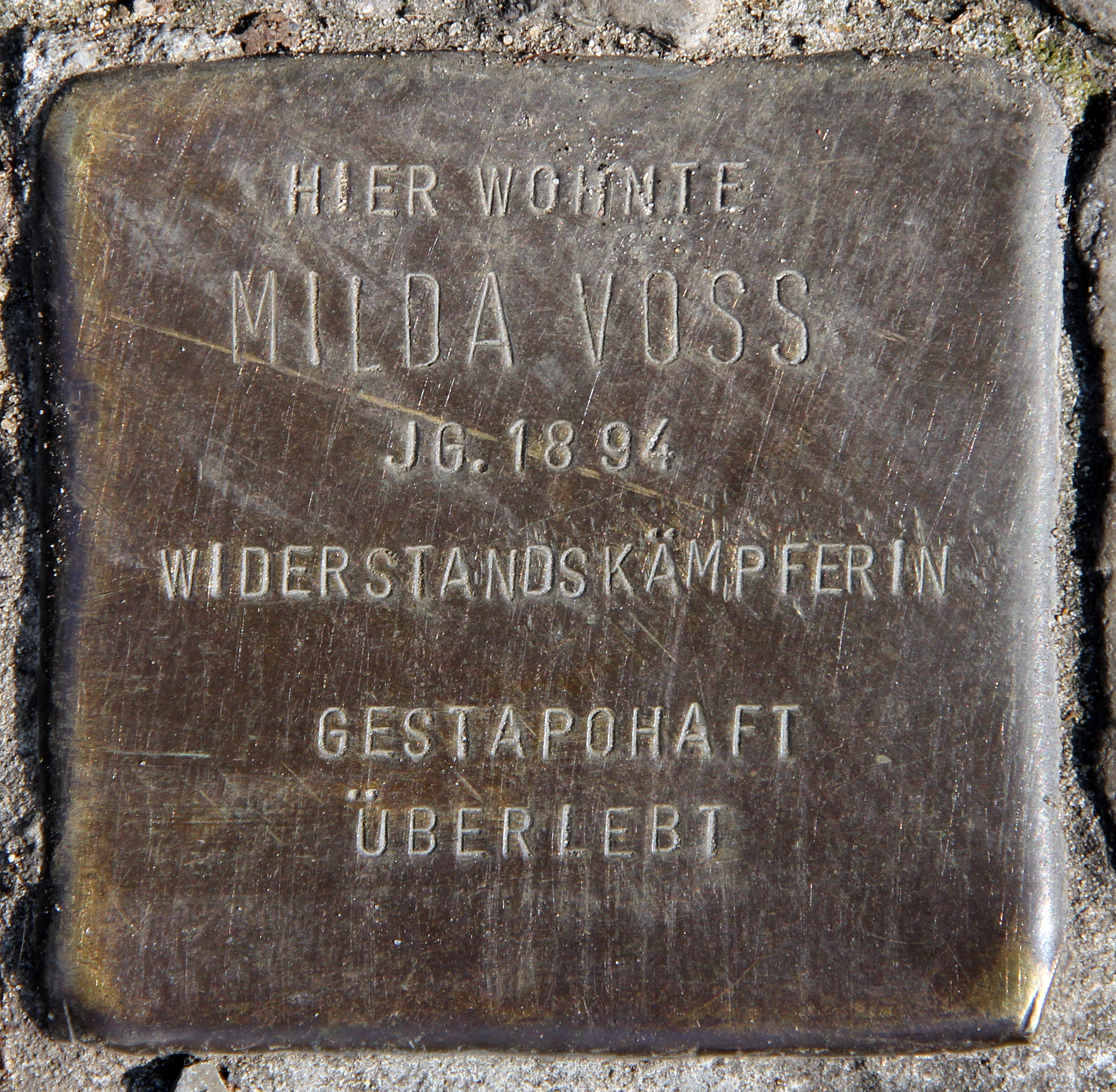
Stolperstein in der Ritterstraße 33 in Berlin-Kreuzberg

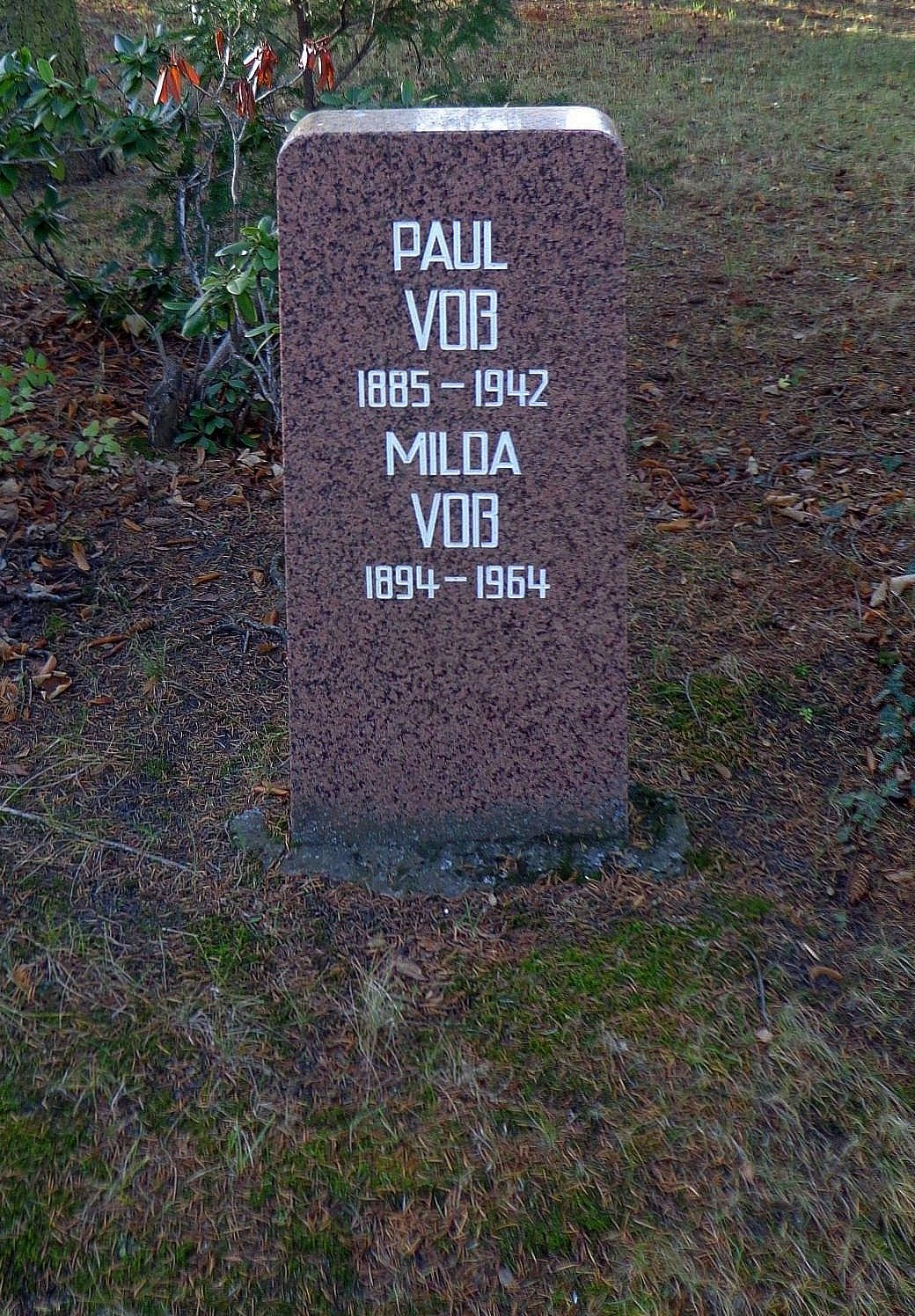
Grabstätte

Milda Voß (* 11. Mai 1894 in Riga; † 20. September 1964 in Berlin) war eine baltisch-deutsche Widerstandskämpferin gegen den Nationalsozialismus.

## Leben
Milda Voß war ab 1917 Mitglied der lettischen Sozialdemokratie. Während der deutschen Besatzung in der Zeit des Ersten Weltkrieges war sie illegal als Mitglied des lettischen Spartakusbundes tätig. Von 1919 bis 1921 war sie aktiv als Kurierin der Kommunistischen Internationale für Verbindungen nach Westeuropa. Ab 1922 war sie Mitglied der KPD und zwischen 1922 und 1933 abwechselnd in Deutschland und der Sowjetunion tätig. 1937 wurde sie in Deutschland verhaftet und 1938 zu einer 15-jährigen Zuchthausstrafe verurteilt. Während des Todesmarsches aus der schlesischen Stadt Jauer nach Görlitz gelang ihr die Flucht zur Roten Armee, wo sie als Dolmetscherin unter anderem für den Generaloberst und späteren Berliner Stadtkommandanten Bersarin eingesetzt wurde. Danach war sie als Büroangestellte im Amt für Reparationen tätig.
Ihre Urne wurde in der Grabanlage Pergolenweg des Zentralfriedhofs Friedrichsfelde beigesetzt.